# RINX
メンズ脱毛専門店 RINX（リンクス）は、株式会社リンクスホールディングスが運営する男性専門の美容脱毛サロン。2008年に兵庫県神戸市に第1号店（本店）を出店。2021年4月現在、全国に65店舗展開している。

## 沿革
- 2008年3月 - 兵庫県神戸市中央区にリンクス1号店となる神戸本店がオープン
- 2010年4月 - 大阪府大阪市北区に大阪梅田店がオープン
- 2010年12月 - 愛知県名古屋市中村区に名古屋駅前店がオープン
- 2011年7月 - 東京都渋谷区に東京渋谷店がオープン
- 2012年4月 - 東京都豊島区に東京池袋店がオープン
- 2013年3月 - 東京都新宿区に東京新宿店がオープン
- 2013年4月 - 大阪府大阪市中央区に大阪難波店がオープン
- 2013年7月 - 東京都中央区に銀座有楽町店がオープン
- 2013年8月 - 東京都台東区に東京上野店がオープン
- 2013年9月 - 広島県広島市中区に広島本通店がオープン
- 2013年11月 - 神奈川県横浜市西区に横浜駅前店がオープン
- 2014年3月 - 埼玉県さいたま市大宮区に埼玉大宮店がオープン
- 2014年3月 - 京都府京都市下京区に京都河原町店がオープン
- 2014年9月 - 愛知県名古屋市中区に名古屋栄店がオープン
- 2014年10月 - 福岡県福岡市博多区に福岡博多店がオープン
- 2015年3月 - 千葉県千葉市中央区に千葉中央店がオープン
- 2015年5月 - 宮城県仙台市青葉区に宮城仙台店がオープン
- 2015年11月 - 福岡県福岡中央区に福岡天神店がオープン
- 2016年3月 - 静岡県静岡市葵区に静岡駅前店がオープン
- 2015年6月 - 東京都立川市に東京立川店がオープン
- 2016年5月 - 大阪府大阪市阿倍野区に大阪天王寺店がオープン
- 2016年6月 - 北海道札幌市中央区に北海道札幌店がオープン
- 2016年7月 - 埼玉県越谷市に埼玉越谷店がオープン
- 2016年9月 - 東京都港区に東京品川店がオープン
- 2016年10月 - 鹿児島県鹿児島市に鹿児島店がオープン
- 2016年11月 - 岐阜県岐阜市に岐阜駅前店がオープン
- 2016年12月 - 石川県金沢市に石川金沢店がオープン
- 2016年12月 - 東京都町田市に東京町田店がオープン
- 2017年2月 - 秋田県秋田市に秋田駅前店がオープン
- 2017年3月 - 栃木県宇都宮市に栃木宇都宮店がオープン
- 2017年4月 - 大阪府大阪市京都島区に大阪京橋店がオープン
- 2017年5月 - 神奈川県川崎市川崎区に川崎駅前店がオープン
- 2017年7月 - 北海道札幌市北区に札幌駅北口店がオープン
- 2017年8月 - 東京都武蔵野市に東京吉祥寺店がオープン
- 2017年9月 - 茨城県水戸市に茨城水戸店がオープン
- 2017年10月 - 岡山県岡山市北区に岡山駅前店がオープン
- 2017年11月 - 千葉県船橋市に船橋駅前店がオープン
- 2017年12月 - 長野県長野市に長野駅前店がオープン
- 2017年12月 - 滋賀県草津市に滋賀草津店がオープン
- 2018年2月 - 東京都目黒区に自由が丘目黒店がオープン
- 2018年5月 - 静岡県浜松市に静岡浜松店がオープン
- 2018年9月 - 青森県青森市に青森駅前店がオープン
- 2018年9月 - 新潟県新潟市に新潟駅前店がオープン
- 2018年10月 - 沖縄県那覇市に沖縄那覇店がオープン
- 2018年12月 - 東京都千代田区に秋葉原神田店がオープン
- 2019年2月 - 愛知県豊田市に愛知豊田店がオープン
- 2019年3月 - 熊本県熊本市中央区に熊本下通店がオープン
- 2019年6月 - 埼玉県川口市に埼玉川口店がオープン
- 2019年7月 - 群馬県高崎市に群馬高崎店がオープン
- 2019年9月 - 神奈川県厚木市に神奈川厚木店がオープン
- 2019年11月 - 愛媛県松山市に愛媛松山店がオープン
- 2020年5月 - 香川県高松市に香川高松店がオープン
- 2020年5月 - 岩手県盛岡市に岩手盛岡店がオープン
- 2020年6月 - 三重県四日市に三重四日市店がオープン
- 2020年9月 - 富山県富山市に富山駅前店がオープン
- 2020年10月 - 沖縄県中頭郡に沖縄北谷店がオープン
- 2020年11月 - 大分県大分市に大分駅前店がオープン
- 2020年12月 - 神奈川県藤沢市に湘南藤沢店がオープン
- 2020年12月 - 奈良県奈良市に奈良駅前店がオープン
- 2020年12月 - 山梨県甲府市に山梨甲府店がオープン
- 2021年2月 - 千葉県木更津市に千葉木更津店がオープン
- 2021年3月 - 岐阜県多治見市に岐阜多治見店がオープン
- 2021年3月 - 東京都八王子市に東京八王子店がオープン
- 2021年4月 - 兵庫県姫路市に姫路駅前店がオープン
- 2021年4月 - 和歌山県和歌山市に和歌山駅前店がオープン

## 特徴
脱毛セラピスト及びスタッフ全員が男性であることが特徴。
脱毛機器メーカーとRINXで共同開発を行った男性専用のオリジナル脱毛機を使用しており、日本人男性の太くて濃い髭に特化した脱毛機となっている。メンズ美容脱毛事業者の中で唯一医師がサービスの監修を行っている。
2021年1月に実施したマーケティングリサーチでは、以下の項目で1位を獲得している。
- メンズ脱毛専門店 脱毛施術満足度
- 友人・知人にオススメしたいメンズ脱毛専門店
- 明瞭会計だと思うメンズ脱毛専門店
- 医師監修で安心感のあるメンズ脱毛専門店
- スタッフ対応が良いメンズ脱毛専門店

## スポンサー番組
- カラフラブル（読売テレビ制作・日本テレビ系列）※2

## CM出演者
- YOU（2024年2月 - ）※アンバサダー[2]